# Veauce
Veauce è un comune francese di 41 abitanti situato nel dipartimento dell'Allier della regione dell'Alvernia-Rodano-Alpi. L'attrazione più importante è il
Maestoso castello di Veauce. Tutto il borgo era originariamente nato a servizio delle attività del castello. Per maggiori informazioni su Château de Veauce vedere il sito web: www.chateaudeveauce.org

## Società

### Evoluzione demografica
Abitanti censiti